# 和合之浦站
和合之浦站（日语：／ Wagonoura eki */?）是位於富山縣婦負郡四方町（後來合併至同郡的和合町，現時：富山市四方），越中鐵道（後來成為富山地方鐵道射水線）的鐵路車站（廢站）。

## 歷史
此站是為了學生等觀光客（在當時的報紙（富山日報）中，是以一詞記載）而開設。雖然車站在營業時期十分繁盛，但是只營運一段短時間後便被廢除。

### 年表
- 1929年（昭和4年）7月9日：越中鐵道四方站至打出站（第一代）之間開設此站[2]。
- 1931年（昭和6年）6月4日：車站被廢除[2]。

## 車站構造
截至車站廢除前，此站是一座地面車站（停留場），設有1面1線的單式月台。

## 車站周邊
為了此站建設了新的道路。附近也設有免費休憩處。
- 國道415號（日语：国道415号）

## 現狀
包含此站遺址在內，路軌遺址（從四方站遺址南方附近至終點處，新港東口站附近）變成了單車徑。截至1997年（平成9年），路軌遺址繼續為一條單車徑。截至2006年（平成18年）和2010年（平成22年）也是同樣。

## 相鄰車站
越中鐵道
四方－和合之浦－打出

## 注腳
1. 1 2 3 4  《鐵道之記憶》（編著：草卓人，桂書房，2006年2月發行）535頁
2. 1 2  《日本鐵道旅行地圖帳 全線全站全廢線 6 北信越》（監修：今尾惠介，新潮社，2008年10月發行）34頁
3. 1 2  （JTB出版，1997年）108-109頁
4. ↑  《富山廢線紀行》（著：草卓人，桂書房，2008年）66-67頁
5. ↑  （著：寺田裕一，NEKO PUBLISHING，2010年12月發行）53頁
6. ↑  （JTB出版，2010年4月發行）50-51頁

## 相關項目
- 日本鐵路車站列表 Wa